# 平作川

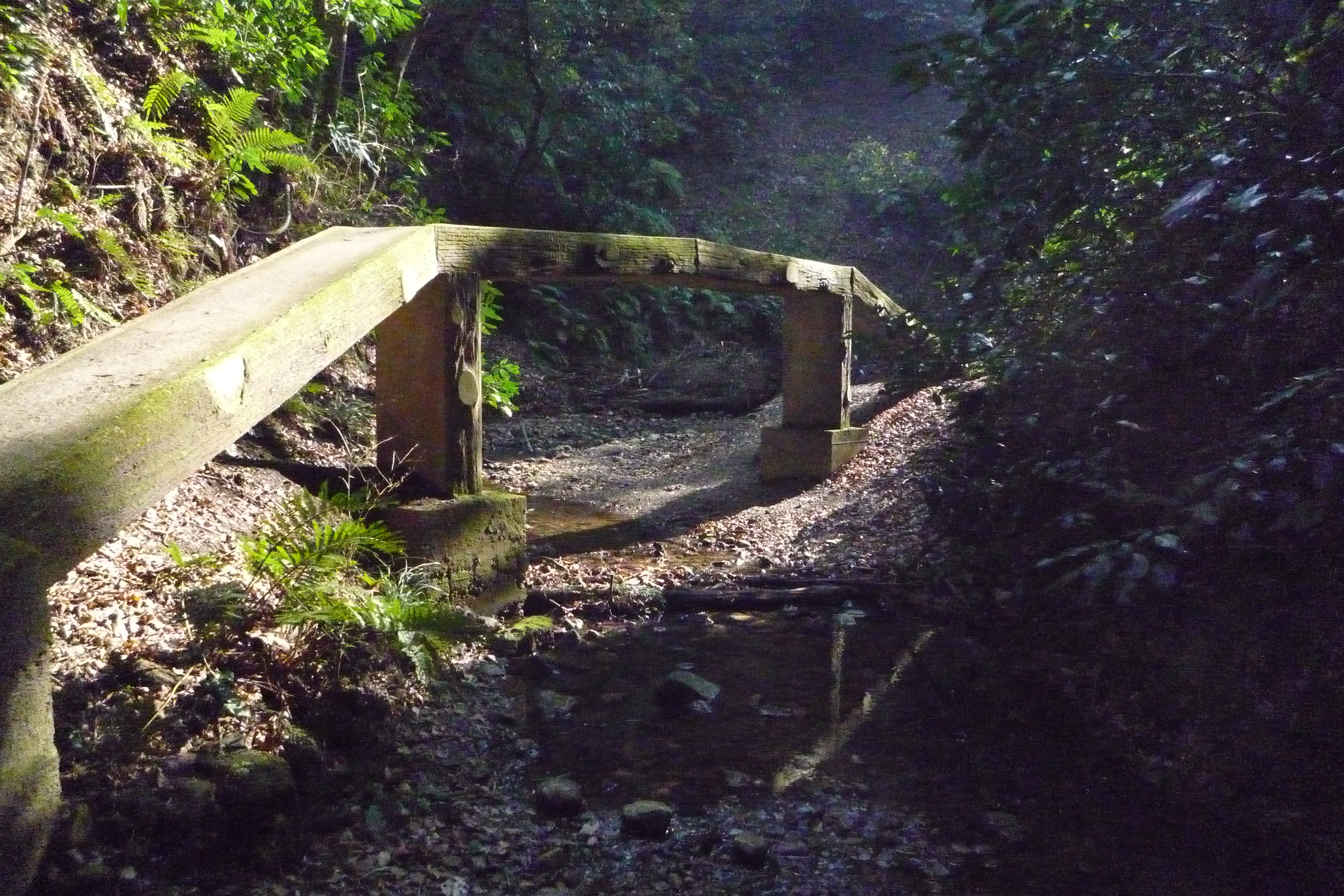
大楠山山中

平作川（ひらさくがわ）は、神奈川県横須賀市を流れる二級河川。三浦半島最長の河川である。二級水系平作川の本流にあたるが、二級河川や準用河川に指定された支流はない。流域は市街化が進んでおり、支流には暗渠化された区間も見られる。

## 地理
三浦半島最高峰の大楠山東側、神奈川県横須賀市阿部倉付近に源を発し、横須賀市南東部へと流れる。上流部は山林野中を流れるが、中流部の平作地区からは住宅地や工業地の間を県道横須賀葉山線や国道134号、横須賀線と並行し、久里浜で浦賀水道に注ぐ。中・下流域には三浦半島に少ない平野部が広がっている。
平作川の下流部（森崎から下流部）までは湿地（内川入海）であった。寛永年間（1620年頃）にその入海を砂村新左衛門らが開拓して、新田を作る（内川新田）。難工事だったようで、平作川の夫婦橋には人柱伝説が残っている。
夫婦橋より下流部には入江が残っていたが、関東大震災で土地が隆起して、入江が蛇行する水路（いわゆる自然河川）になってしまったため、護岸工事が行われた。その名残から、今でも横須賀市東部漁業協同組合浦賀久比里支所に所属する船舶の桟橋が夫婦橋にいくつか残る。
不法係留の船舶が、森崎辺りまで転々と存在している。森崎の湘南橋付近には、平作川を横切るようにブイが置かれており、それより上流部に船舶が侵入できないようになっている。

## 支流
- 宇東川（衣笠十字路付近から、不入斗橋付近まで続いていた河川。昭和中期にはほぼ埋め立てられ、宇東川緑道となっている）
- 矢部川
- 岩戸川（佐原川）
- 吉井川
- 清水川（越水川）
  - 湯の沢川

## 歴史
- 1974年7月：七夕水害発生。平作川流域の横須賀市池上、衣笠、公郷、舟倉、久里浜などが大きな被害を受けた。それを契機に上流など一部を除き川岸の護岸工事が進められた。

## 周辺の施設
- 横須賀線 衣笠駅・久里浜駅
- 京急久里浜線 北久里浜駅・京急久里浜駅
- 横須賀高校
- 横須賀工業高校
- 横須賀総合高校
- 陸上自衛隊久里浜駐屯地
- 久里浜港
- グローバル・ニュークリア・フュエル・ジャパン本社工場